# Curimopsis syriaca
Curimopsis syriaca là một loài bọ cánh cứng trong họ Byrrhidae. Loài này được Baudi miêu tả khoa học năm 1870.